# Jens Lange (fabrikant)
 Der er flere personer med dette navn, se Jens Lange.
Jens Johan Michael Lange (17. marts 1861 – 5. juli 1922) var direktør for jernstøberiet L. Lange & Co. og en overgang for De Forenede Jernstøberier.
Han fortsatte og udviklede faderen Lars Langes forretning; fra 1888 var han formand for Industriforeningen i Svendborg, og 1895 blev han den første formand for Foreningen af Fabrikanter i Jernindustrien i Provinserne.
Lange var i 1906 med til at oprette De Forenede Jernstøberier. Han fratrådte i 1910 som direktør. Efter et længe næret ønske af broderen Valdemar Lange, som ikke fandt, at den større sammenslutning havde bragt de fordele, som oprindelig var tænkt, lykkedes det i 1916 at få fabrikken i Svendborg udskilt fra De forenede Jernstøberier. Til overtagelse af virksomheden stiftedes et nyt selskab A/S L. Lange & Co., Svendborg Jernstøberi, med hjemsted i Svendborg.
Han er gengivet på P.S. Krøyers maleri Industriens Mænd (1904).